# Draba pygmaea
Draba pygmaea är en korsblommig växtart som beskrevs av Porphir Kiril Nicolai Stepanowitsch Turczaninow och Nikolaj Adolfovitj Busj. Draba pygmaea ingår i släktet drabor, och familjen korsblommiga växter. Inga underarter finns listade i Catalogue of Life.